# Прибачево
Прибачево (на македонска литературна норма: Прибачево) е село в източната част на Северна Македония, част от Община Кочани.

## География
Селото е разположено на около 3 километра южно от град Кочани в Кочанската котловина на десния бряг на река Брегалница.

## История
В началото на XX век Прибачево е чисто българско село в Кочанска кааза на Османската империя. Според статистиката на Васил Кънчов („Македония. Етнография и статистика“) от 1900 година селото има 180 жители българи християни.
По данни на секретаря на Българската екзархия Димитър Мишев („La Macédoine et sa Population Chrétienne“) през 1905 година в Прибачево (Pribatchevo) има 192 жители българи екзархисти.
Според преброяване от 2002 в селото има 131 домакинства със 150 къщи.
В 1996 година митрополит Стефан Бригалнишки поставя темелния камък на църквата „Св. св. Петър и Павел“. Иконите на иконостаса, както и фреските са дело на Венко Цветков от Скопие.

## Личности
Родени в Прибачево
- Божин Максимов, български революционер от ВМОРО, четник на Никола Сарафов[5]